# Trattato di Breda (1650)
Il trattato di Breda fu un accordo stipulato il 1º maggio 1650 tra Carlo II Stuart (re in esilio di Inghilterra, Scozia e Irlanda) e i Covenanti scozzesi durante le Guerre dei tre regni.

## Contesto
Durante la guerra civile inglese i Covenanti scozzesi avevano preso le parti del Parlamento inglese e avevano combattuto in casa la dura Guerre dei tre regni contro i realisti scozzesi (Scottish Royalists). Nonostante il loro impegno vennero stati esclusi dai negoziati da parte del Parlamento inglese vittorioso e nel 1647 davano per irraggiungibili i loro obiettivi politici: l'istituzione del Presbiterianesimo nei tre regni e l'affermarsi dell'autorità del Parlamento scozzese e dell'Assemblea Generale del Kirk scozzese, facente capo alla Chiesa presbiteriana. Ebbero sempre il sospetto che i parlamentari volessero annettere la Scozia e imporre la propria impostazione religiosa "indipendente". Per questo motivo, una fazione dei Covenanti scozzesi, gli Engagers, firmò un accordo segreto con Carlo I, chiamato Engagement, ma vennero sconfitti in un tentativo di invasione dell'Inghilterra e vennero persino alle mani con gli altri Covenanti, che pretendevano un accordo più vincolante ed esplicito con il re.

## Il trattato
Quando Carlo I venne giustiziato nel 1649, i Covenanti radicali del partito ecclesiastico (Kirk Party) si impegnarono in un nuovo accordo con Carlo II, il figlio del re morto, in esilio a Breda. Il trattato praticamente concesse tutto ciò che il Partito Kirk voleva. Carlo II si impegnò a imporre il Presbiterianesimo come religione nazionale e a riconoscere l'autorità dell'Assemblea generale del Kirk inserendola nella Civil law inglese, come già avveniva nel diritto civile scozzese. Carlo II prestò anche il giuramento alla Solemn League and Covenant nel 1643.
Quando Carlo II fu incoronato re di Scozia a Scone nel gennaio del 1651 divenne evidente che il trattato di Breda era lettera morta. L'esercito di David Leslie appoggiato dal Partito ecclesiastico (Kirk Party) fu annientato da Oliver Cromwell nella Battaglia di Dunbar del settembre 1650 ed il New Model Army del parlamento inglese prese Edimburgo e gran parte delle Lowlands scozzesi. Il successivo riavvicinamento tra i Covenanti moderati e radicali e i loro ex nemici, i realisti scozzesi, non fu sufficiente a riportare Carlo II al trono, che dovette lasciare il paese per la Francia dopo la sconfitta della battaglia di Worcester, nel settembre 1651.
Sotto il Commonwealth d'Inghilterra la Scozia venne annessa, il suo potere legislative abolito e il presbiterianesimo delegittimato. Neppure sotto il Commonwealth la religione era libera, fatta eccezione per quella cattolica, e gli editti delle assemblee del Kirk non venivano più imposte per legge come in precedenza.